# Pristidactylus achalensis
El lagarto achaleño, lagarto de cobre de Achala, o lagarto verde de Achala (Pristidactylus achalensis) es una especie de lagarto de la familia Liolaemidae, endémico del centro de la Argentina. Está emparentado con otras especies del género Pristidactylus que habitan en mesetas del Cono Sur.

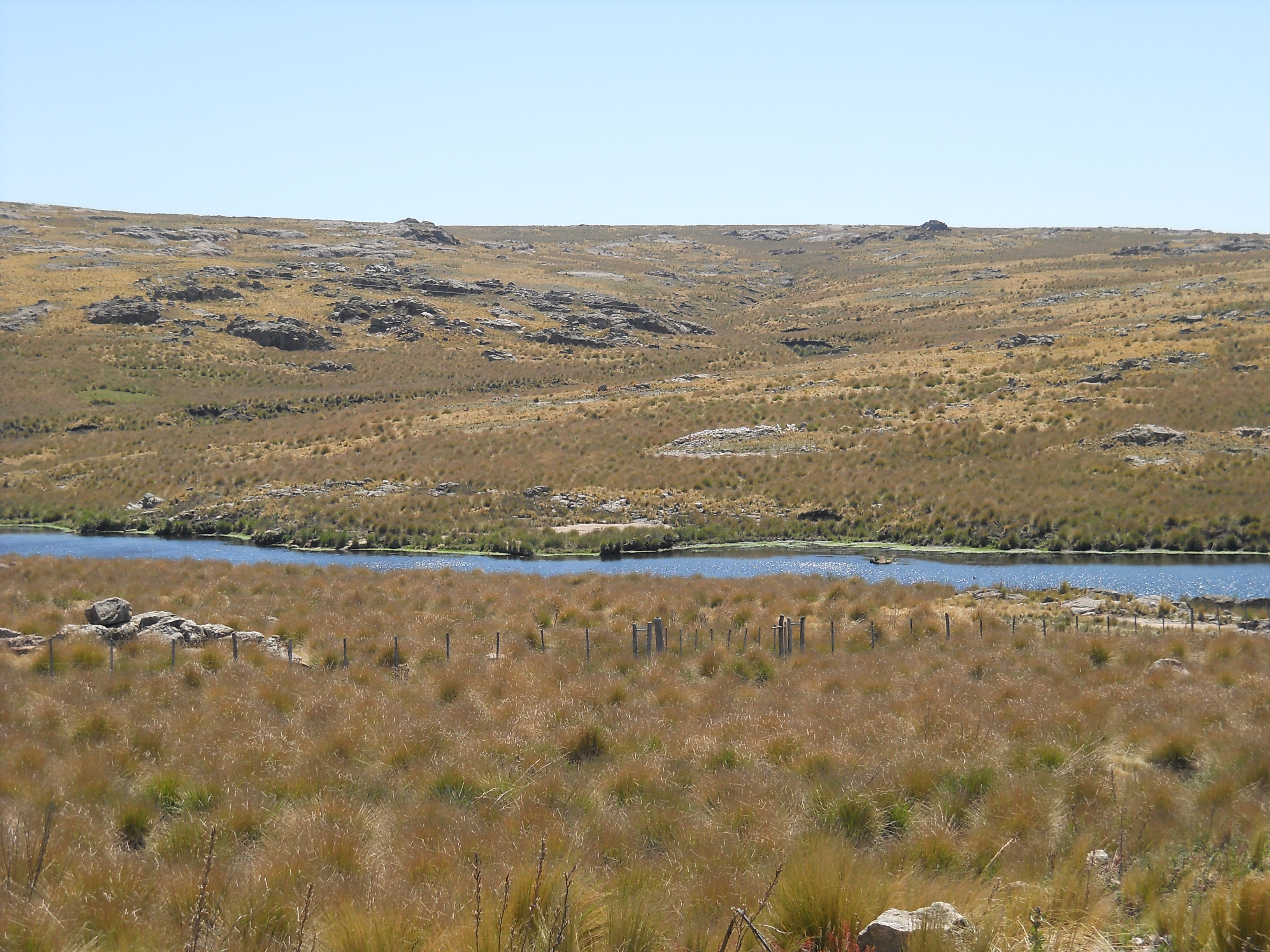
Pampa de Achala, un altiplano de las Sierras Grandes, en el centro de la Argentina, el hábitat de este lagarto.

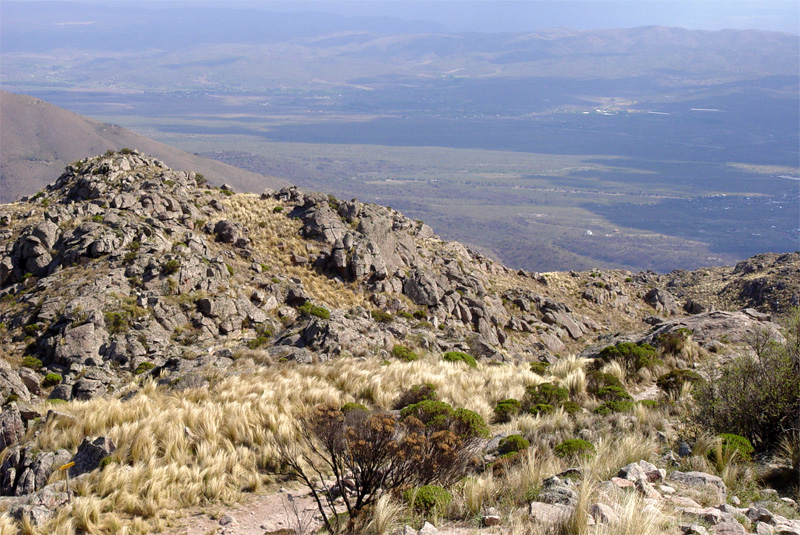
Pastizal de altura en el Cerro Champaquí, Sierras de Comechingones, en el centro de la Argentina, el hábitat de este lagarto.

## Descripción
Fue descrito originalmente por José María Gallardo, en el año 1964.
Llega a medir 11,5 cm de largo. Tiene cabeza alargada, triangular, y su cola es más larga que el cuerpo. Es una especie que posee dimorfismo sexual en el tamaño corporal y de la cabeza, siendo proporcionalmente mas grandes en los machos que las hembras (Naretto y Chiaraviglio, 2020). No solo características morfológicas sino también difieren en comportamientos como la mordida, importante en las peleas y comportamientos de copula (Naretto et al., 2022). Además posee dicromatismo sexual, es decir difieren en la coloración, siendo los machos de colores más llamativos verdes con azules (Naretto y Chiaraviglio, 2020). La coloración interviene en la comunicación intraespecífica como en estrategias anti deprecatorias (Torres et al., 2021; Viladrich et al., 2021). Los machos poseen la capacidad de cambiar de color, son más brillantes al ganar enfrentamientos intraespecificos y más oscuros los perdedores (Naretto y Chiaraviglio 2023) Esta especie, endémica de zonas altas de las Sierras de Córdoba, hiberna durante el invierno y su actividad reproductiva esta acotada a los meses cálidos de la primavera (Blengini et al., 2020).

## Alimentación y predadores
Es principalmente insectívoro, y completa su dieta mínimamente con vegetales. Puede ser capturado por el zorro achaleño (Lycalopex culpaeus smithersi) y aves rapaces. Además, se ha observado un caso de canibalismo (Torres et al., 2019)

## Distribución geográfica y hábitats
Es un endemismo de la Pampa de Achala altiplanicie de las provincias de Córdoba y San Luis,  en el área central de la Argentina.
Habita a una altitud de entre los 1800 y los 2500 m s. n. m., en las pampas de altura del distrito fitogeográfico Chaqueño Serrano de la provincia fitogeográfica Chaqueña. Generalmente se lo encuentra sobre grandes bloques de rocas, saltanto hábilmente sobre ellas. Su ambiente fue afectado por décadas a causa del pastoreo ganadero. Encuentra protección en el parque nacional Quebrada del Condorito.